# Catocala diniensis
Catocala diniensis är en fjärilsart som beskrevs av Heinrich 1923. Catocala diniensis ingår i släktet Catocala och familjen nattflyn. Inga underarter finns listade i Catalogue of Life.